# جانگ این سوب
جانگ این سوب (کره‌ای: 장인섭؛ زادهٔ ۲۴ فوریه ۱۹۸۷) بازیگر اهل کره جنوبی است. او به خاطر ایفای نقش در تو کیستی: مدرسه ۲۰۱۵ و در مخفی شناخته می‌شود.

## فیلم‌شناسی

### مجموعه تلویزیونی
| سال     | عنوان                               | نقش           | توضیحات                | منابع         |
| ------- | ----------------------------------- | ------------- | ---------------------- | ------------- |
| ۲۰۱۱–۱۳ | تیم عملیات ویژه ۱۰                  | کیم یون سوک   |                        | [ ۴ ] [ ۵ ]   |
| ۲۰۱۴    | انتقام فرشته                        | این سوب       |                        | [ ۶ ]         |
| ۲۰۱۴    | هدیه خدا ۱۴ روز                     | مدیر          |                        | [ ۷ ]         |
| ۲۰۱۴    | سه روز                              | پلیس          |                        | [ ۸ ]         |
| ۲۰۱۴    | چه اتفاقی برای خانواده‌ام افتاده     | سورد          |                        | [ ۹ ]         |
| ۲۰۱۴    | در مخفی                             | جانگ دونگ گی  |                        | [ ۱۰ ]        |
| ۲۰۱۵    | تو کیستی: مدرسه ۲۰۱۵                | سونگ یون جه   |                        | [ ۱۱ ]        |
| ۲۰۱۵    | خانم پلیس                           | دادستان گو    |                        | [ ۱۲ ]        |
| ۲۰۱۵    | همه چیز دربارهٔ مادرم                | شین جه مین    |                        | [ ۱۳ ]        |
| ۲۰۱۶    | خانه شاد                            | بونگ مان هو   |                        | [ ۱۴ ]        |
| ۲۰۱۷    | دو پلیس                             | جی مین سوک    |                        | [ ۱۵ ]        |
| ۲۰۱۸    | ملکه مرموز                          | ایم وو چول    |                        | [ ۱۶ ]        |
| ۲۰۱۸    | شاهزاده بزرگ                        | دو جونگ گوک   |                        | [ ۱۷ ]        |
| ۲۰۱۸    | دادخواست‌ها                          | جانگ سوک هیون |                        | [ ۱۸ ]        |
| ۲۰۱۸    | جذابیت شیطانی                       | یانگ وو جین   |                        | [ ۱۹ ]        |
| ۲۰۱۹    | عدالت                               | رئیس بخش چوی  |                        | [ ۲۰ ]        |
| ۲۰۱۹    | درامای ویژه کی‌بی‌اس: حس شوک الکتریکی | جونگ          |                        | [ ۲۱ ]        |
| ۲۰۲۰    | روگال                               | بردلی         |                        | [ ۲۲ ]        |
| ۲۰۲۰    | در خاطرت مرا پیدا کن                | پارک سو چانگ  |                        | [ ۲۳ ]        |
| ۲۰۲۱–۲۲ | گل برفی                             | اونگ چول      |                        | [ ۲۴ ] [ ۲۵ ] |
| ۲۰۲۳    | راننده تاکسی ۲                      | چوی سونگ اون  | حضور افتخاری (قسمت ۱۲) | [ ۲۶ ]        |

### مجموعه اینترنتی
| سال  | عنوان | نقش        | منابع         |
| ---- | ----- | ---------- | ------------- |
| ۲۰۲۱ | جادو  | سو سانگ هی | [ ۲۷ ] [ ۲۸ ] |